# Breve Inter caetera de 1493
El breve (documento pontificio de menor entidad que una bula) Inter caetera fue otorgado por el papa Alejandro VI con fecha de 3 de mayo de 1493 en favor de Fernando e Isabel, reyes de Castilla y Aragón. 
Este breve, redactado poco después del regreso de Cristóbal Colón de su primer viaje a América, se considera la primera y más antigua de las Bulas Alejandrinas. Se cree que fue escrito en abril y enviado a los Reyes Católicos el 17 de mayo. 
En él el Papa otorga a "los reyes de Castilla y León" el dominio sobre "cada una de las tierras e islas ya citadas, así las desconocidas como las hasta ahora descubiertas por vuestros enviados y las que se descubran en adelante, que bajo el dominio de otros señores cristianos no estén constituidas en el tiempo presente". El texto no menciona línea de demarcación ni ninguna otra forma de limitar los nuevos dominios ultramarinos de Castilla y León. Por otro lado, sólo hace referencia a Portugal para decir que los Reyes Católicos disfrutarán en sus nuevos territorios de los mismos privilegios otorgados a los reyes de Portugal" en las partes de África, Guinea y la Mina de Oro" en bulas de papas anteriores.
El Papa también asignó por este breve a Castilla y León el monopolio del comercio con las nuevas tierras, prohibiendo a todos los cristianos navegar a ellas sin licencia de los Reyes Católicos, bajo pena de excomunión. En contrapartida, les impuso a los reyes la obligación de enviar misioneros para convertir a las poblaciones descubiertas a "la fe católica".
El manuscrito original del breve promulgado se encuentra en el Archivo de Indias de Sevilla.